# Państwa uczestniczące w Igrzyskach Europejskich 2015

Kraje biorące udział w I igrzyskach europejskich (zielony) oraz gospodarz (fioletowy)

Poniższa lista ukazuje 50 państw i terytoriów, które zakwalifikowały się do I Igrzysk Europejskich 2015 odbywających się w Baku w dniach 12 - 28 czerwca. W zawodach biorą udział kraje, które są członkami Europejskiego Komitetu Olimpijskiego oraz Kosowo.

## Lista
W nawiasie podana jest liczba sportowców z danego kraju na Igrzyskach Europejskich.

- Albania (28)
- Andora (31)
- Armenia (25)
- Austria (143)
- Azerbejdżan (290; gospodarz)
- Belgia (118)
- Białoruś (152)
- Bośnia i Hercegowina (56)
- Bułgaria (127)
- Chorwacja (106)
- Cypr (23)
- Czarnogóra (55)
- Czechy (130)
- Dania (65)
- Estonia (58)
- Finlandia (106)
- Francja (250)
- Grecja (138)
- Gruzja (105)
- Hiszpania (215)
- Holandia (120)
- Irlandia (62)
- Islandia (19)
- Izrael (141)
- Kosowo (18)
- Liechtenstein (10)
- Litwa (74)
- Luksemburg (61)
- Łotwa (67)
- Macedonia Północna (45)
- Malta (61)
- Mołdawia (87)
- Monako (6)
- Niemcy (270)
- Norwegia (57)
- Polska (212)
- Portugalia (100)
- Rosja (359)
- Rumunia (147)
- San Marino (18)
- Serbia (134)
- Słowacja (178)
- Słowenia (83)
- Szwajcaria (130)
- Szwecja (75)
- Turcja (191)
- Ukraina (246)
- Węgry (201)
- Wielka Brytania (160)
- Włochy (287)

Źródło: